# Nucleocosmocronologia
Nucleocosmocronologia, também conhecida como cosmocronologia, é uma técnica utilizada para estimar a idade de objetos e eventos astrofísicos. Esta técnica emprega a abundância de núcleos radiativos, tais como urânio e tório, similar ao uso do carborno-14 na datação de carbono.